# New Pillow Fight
New Pillow Fight, známý také jako Sisters Pillow Fight, byl americký němý film z roku 1897. Producentem byl Siegmund Lubin (1851–1923). Ve filmu vystoupily jeho dvě dcery Emily a Edith s Marguerite, dcerou obchodníka knih Charlese Sesslera. Film je považován za ztracený.
Siegmund Lubin byl obchodním partnerem Thomase Edisona, který právě začínal kariéru jako nezávislý filmový producent. Děj filmu je totožný s Edisonovými snímky Pillow Fight a Seminary Girls. Jestli se jimi inspiroval, je sporné.

## Děj
Film zachycoval dívky při polštářové bitvě. Bitva byla čím dál divočejší, až padalo peří z polštářů.